# Buick Velite 6

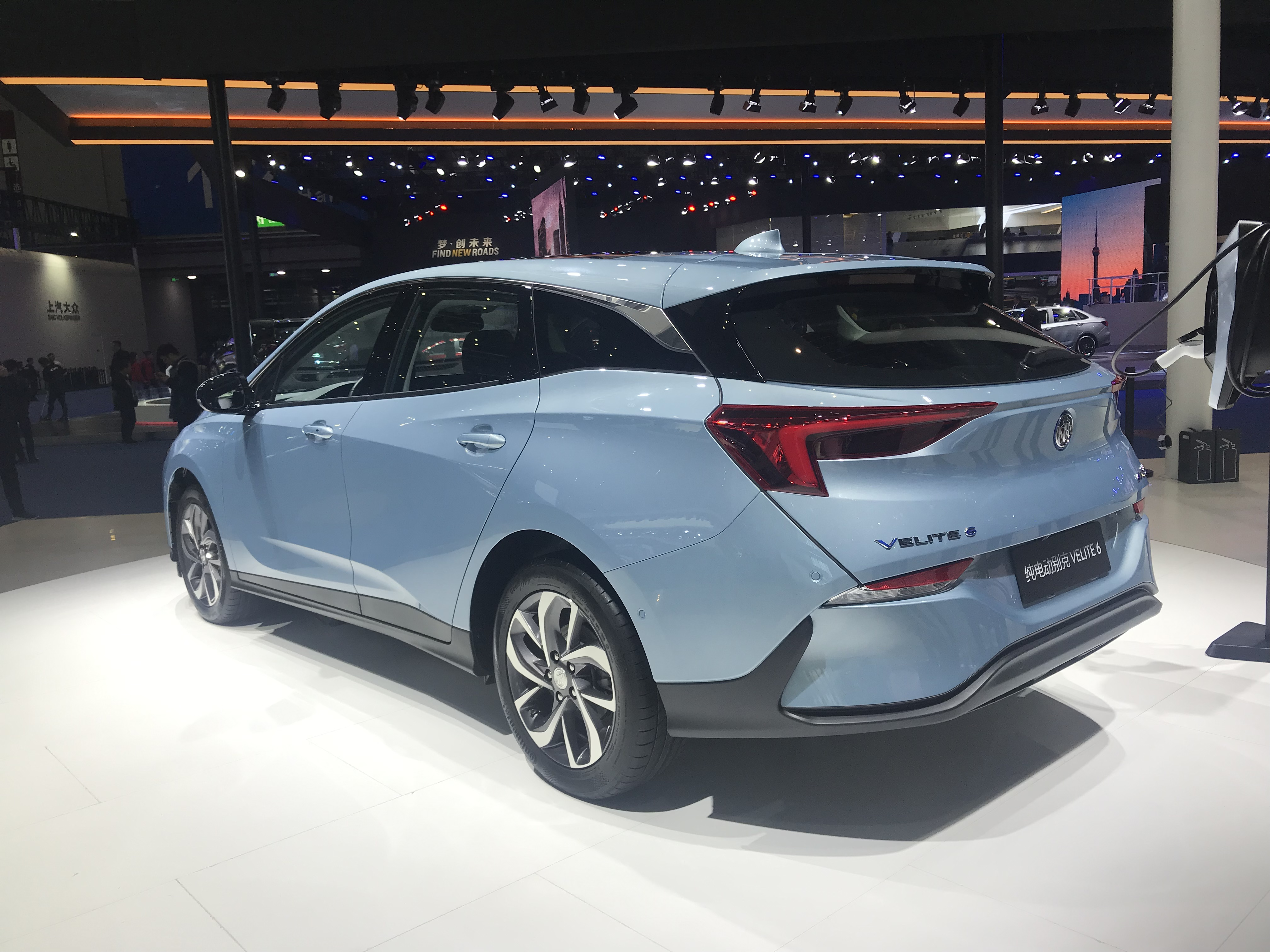
Heckansicht

Der Buick Velite 6 ist ein Kombi der zu General Motors gehörenden chinesischen Marke Buick.

## Geschichte
Einen ersten Ausblick auf das Fahrzeug zeigte der Hersteller auf der Guangzhou Auto Show im November 2016 mit dem als Plug-in-Hybrid ausgeführten Konzeptfahrzeug Buick Velite Concept. Auf der Beijing Auto Show im April 2018 präsentierte Buick seriennahe Modelle – sowohl als Plug-in-Hybrid als auch mit batterieelektrischem Antrieb. Ein Jahr später wurde auf der Shanghai Auto Show das rein elektrisch angetriebene Serienmodell präsentiert. Seitdem wird es auch verkauft. Im Oktober 2019 folgte eine Variante mit einer höheren Reichweite. Ab Juli 2020 verkaufte Buick die Baureihe auch als Plug-in-Hybrid.
Der im November 2019 vorgestellte Chevrolet Menlo nutzt die gleiche Technik wie der Velite 6.

## Technische Daten
Die zum Marktstart im April 2019 verfügbare Variante hat einen 85 kW (116 PS) starken Elektromotor. Die Akkukapazität beträgt 35 kWh, womit eine Reichweite von 301 km nach dem NEFZ-Fahrzyklus ermittelt wurde. Der im Oktober 2019 eingeführte Velite 6 Plus hat 110 kW (150 PS). Der 52,5 kWh große Akkumulator ermöglicht eine Reichweite nach NEFZ von 410 km. In beiden Varianten beträgt die Höchstgeschwindigkeit 150 km/h. Im November 2021 wurden beide Versionen durch einen 130 kW (177 PS) starken Elektromotor ersetzt. Der Akku hat eine Kapazität von 61,1 kWh und eine Reichweite nach NEFZ von 518 km. Die Höchstgeschwindigkeit liegt nun bei 170 km/h. Im August 2023 ergänzte ein Lithium-Eisenphosphat-Akkumulator mit einem Energieinhalt von 50,3 kWh die Auswahl.
Mit einer Systemleistung von 135 kW (184 PS) stellte der ab Juli 2020 erhältliche Plug-in-Hybrid die stärkste Variante der Baureihe dar. Der Akku mit einer Kapazität von 9,5 kWh ermöglicht eine elektrische Reichweite nach NEFZ von 60 km.